# Electric sinfonia no. 2
Electric sinfonia no.2 (In a variety of keys with a lot of D.) is een studioalbum van Andy Tillison. Tillison vormde hierbij een eenmansband, die alle muziekinstrumenten bespeelde. Er gold echter een beperking; alle klanken zijn afkomstig uit synthesizers en elektronica. Tillison deed als elektronicanerd al het werk zelf en constateerde ironisch, dat hij de beste instrumentalist is op welk muziekinstrument dan ook, als het maar uit een synthesizer of een variant daarvan komt. Medeproducer is Luke Machin, gitarist van hun gezamenlijke muziekgroep The Tangent. Het album is gestoken in een door Tillison gemaakt ontwerp, een (ook al) naar een computer overgebrachte versie van Spirograaf, een vroeg hobby van Tillison. In het dankwoord haalde Tillison drie toetsenisten aan, die zijn voorbeeld waren: Dave Stewart, Keith Emerson en Chick Corea.

## Musici
- Andy Tillison – alle muziekinstrumenten, stem (track 4)

## Muziek
| Nr. | Titel                                        | Duur  |
| --- | -------------------------------------------- | ----- |
| 1.  | 1st movement (Allegro)                       | 17:16 |
| 2.  | 2nd movement (Andante)                       | 4:55  |
| 3.  | 3rd movement (Ostinato (shown))              | 6:50  |
| 4.  | 4th movement (Vivace (the pedantic worrier)) | 3:35  |
| 5.  | 5th movement (Con brio)                      | 15:07 |

Deel twee is opgedragen aan moeder Dorothy Tillison, die hem aanspoorde piano te gaan spelen.